# Fulmarus miocaenus
Fulmarus miocaenus är en utdöd fågel i familjen liror inom ordningen stormfåglar. Den beskrevs 1984 utifrån fossila lämningar från miocen funna i Kalifornien, USA.